# Зайві люди (оповідання)
«Зайві люди» (рос. Лишние люди) — оповідання А. П. Чехова, написане й опубліковане1886 року за враженнями від дачного життя на початку 80-х років XIX століття.

## Сюжет
Якось ввечері до себе на дачу з речами приїхав член окружного суду Павло Матвійович Зайкін. Дорогою йому зустрічається інший дачник в рудих панталонах. Між ними починається розмова. Дачник в рудих панталонах скаржився на малі витрати:  «Витратиш необережно копійку, а потім і не спиш усю ніч».
Зайкін підтвердив, що йому теж дорого їздити, але з міста на дачу вивезені всі меблі, прислуга, «самовар поставити нема кому». У себе на дачі Зайкін виявив, що всі пішли у власних справах. Удома був лише його малий син. Він розповів, що обіду сьогодні не буде тому, що батька ніхто не чекав, а мати поїхала з Ольгою Кирилівною на репетицію вистави.

Син показує батькові свою колекцію комах, частина яких була наколота на шпильки — так його вчила Ольга Кирилівна. Побачивши таке, Зайкін каже: 
«Саму Ольгу Кирилівну б приколоти так! Забери звідси! Соромно мучити тварин!»
Ввечері повернулися його дружина, Надія Степанівна, Ольга Кирилівна та двоє незнайомих чоловіків. Один був Коромислів — напарник дружини з дуету, інший — актор Смеркалов. Дружина пояснила, що вони ставлять «Мешканця з тромбоном» і «Вона його чекає».
Увесь вечір на дачі повторювали ролі, потім пригощали гостей. Зайкін пішов спати. Акторам запропонували лишитися на ніч. О другій годині ночі дружина збудила Зайкіна й попросила його піти в кабінет тому, що Ольга Кирилівна не може заснути одна, але в кабінеті на дивані лежав його син. Чоловік вийшов освіжитися, там зустрів знайомого дачника в рудих панталонах, до якого приїхали племінниці з тещею. Вони вирішують пошукати який-небудь шинок чи трактир.

## Історія публікації
Вперше оповідання опубліковано в «Петербурзькій газеті» № 169  (23 червня) 1886 року з підписом А. Чехонте. Також воно увійшло до збірки «Невинные речи» та видання А. Ф. Маркса.
За життя Чехова оповідання перекладали болгарською, німецькою та сербохорватською мовами.